# Drei Bruchpiloten in Paris
Drei Bruchpiloten in Paris (Originaltitel: La Grande vadrouille), in Deutschland auch unter dem Titel Die große Sause bekannt, ist eine französische Filmkomödie, bei der Gérard Oury Regie führte und die 1966 in die Kinos kam. Der Film zählt mit 17 Millionen Besuchern zu den größten Erfolgen des französischen Kinos und wurde erst im Jahr 2008 durch Willkommen bei den Sch’tis vom Spitzenplatz in der Publikumsgunst verdrängt.

## Handlung
Im Jahre 1942, während der Besetzung Frankreichs durch Nazideutschland im Zweiten Weltkrieg, wird ein britischer Bomber auf dem Rückflug nach England über Paris abgeschossen. Kurz vor ihrem Absprung per Fallschirm vereinbaren die drei Besatzungsmitglieder einen Treffpunkt in der Stadt und landen erwartungsgemäß getrennt voneinander an unterschiedlichen Orten. Einer von ihnen, Peter Cunningham, lernt zufällig den Malermeister Bouvet kennen, und gemeinsam retten sie sich über die Dächer in die Wohnung der jungen Puppenspielerin Juliette. Peters Landsmann MacIntosh begegnet währenddessen nach seiner Landung auf dem Dach der Pariser Oper dem eitlen Dirigenten Lefort. Die beiden Engländer beabsichtigen, sich mit ihrem Kommandanten Brook über die Demarkationslinie in die sogenannte „freie Zone“ (d. h. den nicht von der Wehrmacht besetzten Teil Frankreichs) abzusetzen, von wo aus sie wieder nach Großbritannien zurückkehren wollen.
Lefort und Bouvet zeigen zunächst wenig Neigung, den alliierten Soldaten zu helfen. Doch als die Deutschen sie wegen ihrer unfreiwilligen Komplizenschaft ebenfalls verfolgen, müssen die beiden untertauchen und sich auf Gedeih und Verderb den Briten anvertrauen. Zu fünft treten die Männer und Juliette die weitere Flucht an, die sich schwierig und gefährlich gestaltet, weil sie zu gelegentlichen und zufälligen Begegnungen mit der deutschen Besatzungsmacht, geführt von Wehrmachts-Major Achbach, führt. Trotz Juliettes Hilfe wird Peter Cunningham in einem Zug verhaftet, doch mit Hilfe der ansässigen Nonnen finden die anderen Flüchtigen Unterschlupf in einem Kloster und einem Hotel. Verkleidet als deutsche Soldaten, können sie Peter später befreien, und nach einer spektakulären Verfolgungsjagd gelingt ihnen allen die Flucht in zwei Segelflugzeugen in die „freie Zone“.

## Entstehung
Die Dreharbeiten dauerten 17 Wochen und fanden in den Paris Studios Cinémas statt. Die Außenaufnahmen entstanden in den Tälern des Burgunds, in der Lozère, auf den Kalkplateaus von Aveyron, am Chaos de Montpellier-le-Vieux, in der Region Alleuze, in Mende, in der Landschaft des Burgunds (vorab in Vézelay und der näheren Umgebung, in Noyers-sur-Serein, in Meursault und im Hôtel-Dieu in Beaune) sowie in Paris. In seiner Rolle dirigierte de Funès den Ungarischen Marsch aus La damnation de Faust von Hector Berlioz. Für diese Szene hatte er drei Monate lang daheim vor dem Spiegel geübt und Unterricht beim Dirigenten des Nationalorchesters genommen. Als die Szene zum ersten Mal gedreht wurde, standen die Mitglieder des Orchesters des Palais Garnier auf und zollten dem „Dirigenten“ de Funès ihren Tribut mit dem Klopfen der Bögen.
Gegenwärtig kann man in der Nähe des Aérodrome in Mende die zwei Wracks – die Szene wurde zweimal gedreht – des Autos bewundern, das in der Szene mit den Segelflugzeugen den Titelhelden die Flucht ermöglichte.
In der Originalfassung sprechen und singen die britischen und deutschen Darsteller meist in ihrer Muttersprache. De Funès spricht einige Worte auf Deutsch und Bourvil in Englisch. Alle fremdsprachigen Szenen wurden für das französische Publikum mit Untertiteln versehen.

## Hintergrund
Nach Louis, das Schlitzohr (Le Corniaud, auch Scharfe Sachen für Monsieur) hatte Gérard Oury mit diesem Film seinen zweiten Komödien-Erfolg. De Funès war die Idealbesetzung für die Rolle des egoistischen Dirigenten als Gegenstück zur gefühlvollen und naiven Rolle Bourvils. De Funès und Bourvil hatten bereits 1956 in dem Film Zwei Mann, ein Schwein und die Nacht von Paris (La traversée de Paris) und 1964 in Louis, das Schlitzohr zusammen gespielt. Eigentlich sollten sie für Die dummen Streiche der Reichen (La Folie des Grandeurs) wieder zusammentreffen, doch Bourvil starb vor Beginn der Dreharbeiten.
Seit seinem Erscheinen 1966 übertraf der Film alle Besucherrekorde in Frankreich und blieb für lange Zeit mit 17 Millionen verkaufter Eintrittskarten der erfolgreichste Film des Landes. Erst mehr als 30 Jahre später wurde dieser Rekord durch Titanic gebrochen; 2008 folgte mit Willkommen bei den Sch’tis der mit über 20 Millionen Besuchern im Kino erfolgreichste französische Film.
Die große Sause war auch in anderen Ländern ein Kassenschlager.

## Deutsche Fassungen
Es existieren drei deutsche Synchronfassungen des Films. Er gelangte in der Bundesrepublik erstmals am 15. September 1967 als Drei Bruchpiloten in Paris in die Kinos, in einer vom Verleih Constantin Film um 22 Minuten gekürzten Fassung. Diese deutsche Synchronisation der Erstaufführung wurde von der Berliner Union-Film hergestellt; zu hören waren Gerd Martienzen für de Funès und Arnold Marquis für Bourvil.
Am 19. Dezember 1974 wurde der Film im Verleih der Tobis Film in einer neuen Synchronisation unter dem Titel Die große Sause wiederaufgeführt. Die Synchronisation stammte diesmal aus dem Studio von Rainer Brandt, war nur noch um sieben Minuten sowie an anderen Stellen gekürzt als die Constantin/Union-Synchronisation. Die Dialogbücher wurden neu verfasst. In dieser Zweitfassung sprachen erneut Gerd Martienzen für de Funès und Arnold Marquis für Bourvil; für Benno Sterzenbach, der in der ersten Fassung noch mit seiner eigenen Stimme zu hören war, sprach nun Hans Walter Clasen. Die Zweitsynchronisation versuchte die Mehrsprachigkeit (Englisch in Frankreich) zu berücksichtigen, die in der ersten Fassung ausgespart worden war.
Die dritte Synchronisation wurde 2008 von Universal Studios und Studio Canal direkt für DVD neu produziert; sie erschien zunächst nur in Australien und Belgien, im August 2010 dann aber auch in Deutschland. Synchronisiert wurde nun erstmals die volle Laufzeit mit Michael Pan als deutscher Stimme von de Funès. In dieser Fassung wurde ähnlich wie in der Zweitsynchronisation von 1974 auch thematisch auf die Sprachbarrieren eingegangen, um den Sinn der im Original mehrsprachigen Dialoge zu bewahren. Die von Kinowelt herausgegebene DVD enthält alle drei Synchronfassungen.
Im Fernsehen lief viele Jahre ausschließlich die Constantin/Union-Synchronisation aus dem Jahr 1967 – allerdings unter dem Titel Die große Sause von 1974. Die zweite Synchronisation wurde auf der Super-8-Ausschnittfassung von Marketing Film verwendet.
Mittlerweile sind alle drei Fassungen auf Blu-ray erhältlich.

## Kritiken
„Während der deutschen Besetzung werden ein Anstreicher und ein Dirigent nicht ganz freiwillig zu Helden der Résistance, indem sie drei abgesprungene englische Flieger auf abenteuerlicher Flucht aus Paris retten. In der gekürzten deutschen Fassung den Zeithintergrund verharmlosende, aber tempo- und gagreiche Burleske.“

„Die drei Komiker Bourvil, Louis de Funès und Terry-Thomas stellen wieder einmal ihre Fähigkeit unter Beweis, unterhaltsamen und gekonnten Klamauk zu bieten. Als harmloses Vergnügen ab 12 Jahren zu empfehlen.“

## Hommage
Das Pärchen in Alfonso Cuarons Film Roma (2018) schaut sich in einem Kino in Mexiko-Stadt den Film an.